# Elba (incrociatore)
L'incrociatore protetto Elba fu un'unità della Regia Marina che ha operato dagli ultimi anni dell'ottocento agli inizi degli anni venti partecipando al primo conflitto mondiale. La nave progettata dall'ingegnere e generale del Genio Navale Edoardo Masdea faceva parte della classe Regioni con le unità gemelle Calabria, Lombardia, Umbria, Etruria, Liguria e Puglia.

## Caratteristiche
Le navi di questa classe in origine vennero dotate di due alberi velici, trasformati in alberi militari attorno al 1905. Inizialmente queste unità ebbero poco successo a causa della protezione carente e della scarsa velocità, tuttavia in condizioni di tempo difficili e con mare grosso dimostrarono le loro qualità con una buona stabilità, che favoriva la precisione nei tiri d'artiglieria, la galleggiabilità e l'ottima manovrabilità con tutti i tempi. Il loro armamento fu più volte modificato nel 1905, nel 1914 e nel 1915. Il progetto deriva da quello dell'ariete torpediniere Dogali, sempre di Masdea.

## Servizio
L'incrociatore Elba fu costruito nell'Arsenale di Castellammare di Stabia dove il suo scafo fu impostato sugli scali il 22 settembre 1890. Classificato ariete torpediniere al momento del varo , avvenuto il 12 agosto 1893 venne classificato incrociatore protetto e dopo essere stato completato nel 1894 entrò in servizio il 27 febbraio 1896.
Agli inizi del novecento partecipò alla spedizione in Cina nell'ambito della Forza Multinazionale che si era formata in seguito alla rivolta dei Boxer e fu spettatore neutrale alla battaglia della baia di Chemulpo. Dopo essere stato utilizzato come posamine, fu destinata a prendere parte ai primi esperimenti di aviazione navale e, nell'imminenza del primo conflitto mondiale venne trasformato con la rimozione dell'intero armamento principale e la costruzione di ricoveri per 3/4 idrovolanti del tipo Curtiss "Flying Boat", da calare in mare per il decollo e recuperare al termine del volo tramite dei verricelli. Entrò in servizio come Nave appoggio idrovolanti, il 4 giugno 1914. Nel giugno del 1913, con decreto ministeriale era stato infatti costituito ufficialmente il "Servizio Aeronautico della Regia Marina" e il successivo 20 luglio era stato nominato Capo di stato maggiore della Regia Marina, l'ammiraglio Paolo Thaon di Revel, sostenitore dell'Aviazione Navale, che diede un notevole impulso allo sviluppo e al potenziamento del settore. Nell'imminenza del conflitto, con il mezzo aereo ritenuto indispensabile per una più completa condotta delle operazioni in mare venne a profilarsi l'esigenza di disporre di unità navali appositamente attrezzate al fine di usufruire al meglio delle potenzialità dei velivoli e per questo motivo la Regia Marina decise di trasformare l'Elba in nave appoggio idrovolanti. A questa unità ne fu affiancata un'altra, la nave mercantile Quarto, acquistata della Regia Marina e ribattezzata Europa, i cui lavori di trasformazione vennero realizzati in pochi mesi all'Arsenale di La Spezia.
Al termine del conflitto l'Elba venne ritirato dal servizio e radiato il 15 maggio 1921 per essere venduto per demolizione il 22 marzo 1923.